# Paradiso (Emma6-Lied)
Paradiso ist ein Lied der deutschen Pop-Rock-Band Emma6. Das Stück ist die Debütsingle und erste Singleauskopplung aus ihrem Debütalbum Soundtrack für dieses Jahr.

## Entstehung und Artwork
Paradiso wurde von den drei Emma6-Mitgliedern Dominik Republik, Henrik Trevisan und Peter Trevisan sowie den weiteren Autoren Robin Grubert, Mark Tavassol und Alexander Zuckowski geschrieben. Die Produktion erfolgte durch Wolfgang Stach, als ausführende Produzenten fungierten Grubert, Tavassol und Zuckowski. Das Mastering erfolgte durch die Skyline Tonfabrik, unter der Leitung von Kai Blankenberg. Abgemischt wurde das Lied durch Dan Stone vom Maarwegstudio 3 (The SSL Room). Die Aufnahme erfolgte ebenfalls in den Maarwegstudios im Sommer 2010, allerdings nicht im dritten, sondern dem Zweiten. Als Tonmeister fungierten Marcel Dechène und Stackman. Dechène zeichnete darüber hinaus zusammen mit Waldemar Vogel für die Abmischung des Liedes verantwortlich. Neben der Band waren Niko Faust, Grubert und Zuckowski ebenfalls für die Instrumentierung zuständig, indem sie neben Republik den Synthesizer einspielten.
Auf dem Frontcover der Single ist – neben Künstlernamen und Liedtitel – ein Porträt der Band zu sehen. Zwei Bandmitglieder sitzen auf einem Sofa, während ein Bandmitglied am Boden vor dem Sofa sitzt. Geschossen wurde das Bild von Ben Wolf, das Design stammt von Felix Schlüter von den Typeholics. Auf dem Begleitheft im Inneren der CD-Single befindet sich neben den Mitwirkenden der Satz: „Piano played by the Chinese virtuoso Kurz Kurz“ (englisch für ‚Klavier durch den chinesischen Virtuosen Kurz Kurz eingespielt‘). Hierbei handelt es sich um eine Parodie auf den chinesischen Pianisten Lang Lang.

## Veröffentlichung und Promotion
Der Erstveröffentlichung von Paradiso erfolgte als 2-Track-Single, auf CD und als Download, am 8. April 2011 durch das Musiklabel Island Records. Verlegt wurde das Lied durch den Songreiter Musikverlag, Universal Music Publishing sowie den Wintrup Musikverlag. Die 2-Track-Single beinhaltet als B-Seite das Lied Wunderbare Jahre.
Um das Lied zu bewerben, veröffentlichte die Band bereits eineinhalb Monate vor der Singleveröffentlichung eine Akustikversion auf YouTube. Das Video zeigt die Band, wie sie das Lied in einer Badewanne spielen. Zum Zeitpunkt der Singleveröffentlichung unterstützte VIVA Deutschland die Band mit der Senderkampagne „All Eyes On“, hierbei wurde die Band in diversen Werbeunterbrechungen mittels verschiedener Werbespots beworben. In einem der Werbespots präsentierten Emma6 unter anderem Paradiso.

## Inhalt
| „Es war noch nie so. Es war noch nie so schön. Paradiso. Es wird hoffentlich genauso weitergehn.“ – Refrain, Originalauszug | Der Liedtext zu Paradiso ist in deutscher Sprache verfasst. Die Musik und der Text wurden gemeinsam von drei Emma6-Mitgliedern Dominik Republik, Henrik Trevisan und Peter Trevisan sowie den weiteren Autoren Robin Grubert, Mark Tavassol und Alexander Zuckowski geschrieben beziehungsweise komponiert. Musikalisch bewegt sich das Lied im Bereich des Indie-Pops und Indie-Rocks. Das Tempo beträgt 120 Schläge pro Minute. Die Tonart ist Des-Dur. Während eines Making-of-Videos erklärte Peter Trevisan den Inhalt des Stücks mit folgenden Worten: „In dem Song geht es eigentlich um einen perfekten Tag, um einen perfekten Tag unter vielen und ich glaube das jeder so einen perfekten Tag schon einmal erlebt hat und sich deswegen etwas darunter vorstellen kann.“ Aufgebaut ist das Lied auf zwei Strophen, einer Bridge sowie einem Refrain. Das Lied beginnt mit der ersten Strophe, auf die erstmals der Refrain folgt. Der gleiche Vorgang wiederholt sich mit der zweiten Strophe, nur das sich der Refrain in diesem Fall wiederholt. Nach dem dritten Refrain erfolgt eine Bridge, ehe das Lied mit dem sich erneut wiederholenden Refrain endet. Die Strophen bestehen lediglich aus einer Aneinanderreihung von Ausdrücken und Begrifflichkeiten. Die erste Strophe befasst sich dabei mit Begriffen rund um den Morgen und Mittag eines Tages, die Zweite um den Abend und die Nacht. Der Hauptgesang des Liedes stammt von Peter Trevisan, die beiden weiteren Bandmitglieder Dominik Republik und Henrik Trevisan sind im Hintergrund zu hören. |

## Musikvideo
Das Musikvideo zu Paradiso wurde in Berlin gedreht und feierte am 21. März 2011 seine Premiere auf YouTube. Zu sehen ist zum einen die Band, die das Lied in einer Art Proberaum spielt und zum anderen sieht man die Band im gleichen Raum, die rebelliert und alles zerstört. Letztere Szene ist dabei rückwärts zu sehen. Die Gesamtlänge des Videos beträgt 3:23 Minuten. Regie führte Katja Kuhl.

## Mitwirkende
| Liedproduktion - Kai Blankenberg: Mastering - Marcel Dechène: Abmischung, Tonmeister - Niko Faust: Synthesizer - Robin Grubert: Ausführender Produzent, Komponist, Liedtexter, Synthesizer - Dominik Republik: Bass, Begleitgesang, Komponist, Liedtexter, Synthesizer - Wolfgang Stach: Musikproduzent, Tonmeister - Dan Stone: Abmischung - Henrik Trevisan: Begleitgesang, Komponist, Liedtexter, Schlagzeug - Mark Tavassol: Ausführender Produzent, Komponist, Liedtexter - Peter Trevisan: Gesang, Gitarre, Komponist, Liedtexter - Waldemar Vogel: Abmischung - Alexander Zuckowski: Ausführender Produzent, Komponist, Liedtexter, Synthesizer Unternehmen - Hahn-Grafix: Requisiten - Island Records: Musiklabel - Maarwegstudio 2: Tonstudio - Maarwegstudio 3: Abmischung - Mutter & Vater Productions: Filmproduzent (Musikvideo) - Skyline Tonfabrik: Mastering - Songreiter Musikverlag: Verlag - Typeholics: Artwork (Cover) - Universal Music Publishing: Verlag - Wintrup Musikverlag: Verlag | Artwork - Felix Schlüter: Artwork (Cover) - Ben Wolf: Fotograf (Cover) Musikvideo - Hannes Früh: Außenrequisiteur - Nils Glahn: Außenrequisiteur - Patrick Goetz: 1. Kameraassistent - Andrea Guggenberger: Filmeditor - Chris Heidrich: Digital Imaging Technician, Schnittassistent - Thomas Hofmann: Beleuchter - Daniela Höller: Regieassistent - Katja Kuhl: Regisseur - Holger Lehnau: Oberbeleuchter - Felix Leiberg: Kameramann - Jonas Maintz: 2. Kameraassistent - Katharina de Malotki: Maskenbildner - Thomas B. Schmidt: VFX Supervisor - Eva Strittmatter: Filmproduktionsleitung - Jürgen Taube: Szenenbildner |

## Rezensionen
Maximilian Nitzke vom deutschsprachigen Online-Magazin cdstarts.de bewertete das Album Soundtrack für dieses Jahr mit fünf von zehn Punkten, beschrieb Paradiso jedoch als „bittere Pop-Nummer“, die sehr an den peinlicheren Momenten der 1990er festhalte.

## Chartplatzierungen
Paradiso erreichte in Deutschland Position 60 der Singlecharts und konnte sich insgesamt fünf Wochen in den Top 100 halten. In Österreich und der Schweiz blieb der Single ein Charteintritt verwehrt. Die Band erreichte hiermit zum einzigen Mal in ihrer Karriere die deutschen Singlecharts. Grubert erreichte in seiner Autorentätigkeit zum 13. Mal die Charts in Deutschland, Zuckowski zum zwölften Mal und Tavassol zum achten Mal. Für Tavassol ist es der erste Autorenerfolg abseits von seinem Bandprojekt Wir sind Helden. Stach erreichte als Musikproduzenten mit Paradiso ebenfalls zum zwölften Mal die deutschen Singlecharts.